# Eva Lavallière
Eva Lavallière, nacida como Eugénie Marie Fenoglio (Toulon, Francia, 1 de abril de 1866-Thuillières, 11 de julio de 1929) fue una religiosa francesa, hija de padre francés y madre italiana. Con 54 años de edad renunció a su agitada vida amorosa, iniciando un retiro voluntario a un convento católico.

## Semblanza
Lavallière en su juventud, antes de su conversión, fue una destacada actriz de vodevil o teatro de variedades en el barrio bohemio de Montparnasse, en su París natal, donde llevó una vida disoluta. Adicta al alcohol y al tabaco, tuvo un hijo con uno de sus amantes, y fue madre soltera.
Desde 1884 a 1890, Lavallière fue amante del Marqués de la Valette. Desde 1890 a 1914, fue amante de Fernand Samuel (nacido Adolphe Louveau, fallecido en 1914), actor y director del teatro Variété en París. Desde 1914 a 1917, fue amante del Barón Hellmuth von Lucius.
Sintiendo un vacío espiritual, dejó los escenarios, dejó de beber y de fumar, y se convirtió al catolicismo en 1918. Se incorporó a la Orden Franciscana Seglar, tomando el nombre religioso de Eva de Jesús.
Lavallière murió en Thuillières, Francia, en 1929, a la edad de 63 años en «olor de santidad». Sin embargo, la diócesis de Saint-Dié, donde ella murió, aún no ha iniciado formalmente su causa de beatificación.